# 케냐의 세계유산

케냐의 세계유산은 세계유산 위원회를 거쳐 유네스코 세계유산에 등재된 케냐의 세계유산을 일컫는다. 케냐는 1991년 6월 5일 유네스코 협약에 비준한 이래, 4건의 문화유산과 3건의 자연유산을 보유하고 있다. 이 가운데 투르카나호 국립공원이 2018년 위험에 처한 세계유산으로 분류되었다.

## 목록

### 문화유산
| No. | 사진 | 등록명                         | 소재지   | 등록년도 | 등록기준      | 유네스코 지정번호 | 비고 |
| 1   |      | 라무 옛 시가지                 | 라무현   | 2001년   | (ⅱ), (ⅳ), (ⅵ) | 1055              |      |
| 2   |      | 미지켄다 부족의 신성한 카야 숲 |          | 2008년   | (ⅲ), (ⅴ), (ⅵ) | 1231              |      |
| 3   |      | 몸바사의 예수 요새             | 몸바사현 | 2011년   | (ⅱ), (ⅴ)      | 1295              |      |
| 4   |      | 팀리치 오힝가 고고 유적        | 미고리현 | 2018년   | (ⅲ), (ⅳ), (ⅴ) | 1450              |      |

### 자연유산
| No. | 사진       | 등록명                   | 소재지                                                        | 등록년도      | 등록기준      | 유네스코 지정번호 | 비고                          |
| 1   | 케냐산     | 케냐산 국립공원과 천연림 | 메루현 엠부현 라이키피아현 키리니아가현 니에리현 타라카니티현 | 1997년 2013년 | (ⅶ), (ⅹ)      | 800               |                               |
| 2   | 투르카나호 | 투르카나호 국립공원      | 투르카나현                                                    | 1997년 2001년 | (ⅷ), (ⅹ)      | 801               | 위험에 처한 세계유산 (2018년) |
| 3   | 나쿠루호   | 대지구대의 케냐 호수 계  |                                                               | 2011년        | (ⅶ), (ⅸ), (ⅹ) | 1060              |                               |

## 지역별 분포
문화유산
 자연유산 ( 대지구대의 케냐 호수 계)
 복합유산

## 같이 보기
- 아프리카의 세계유산